# 콘스턴스 마키비츠

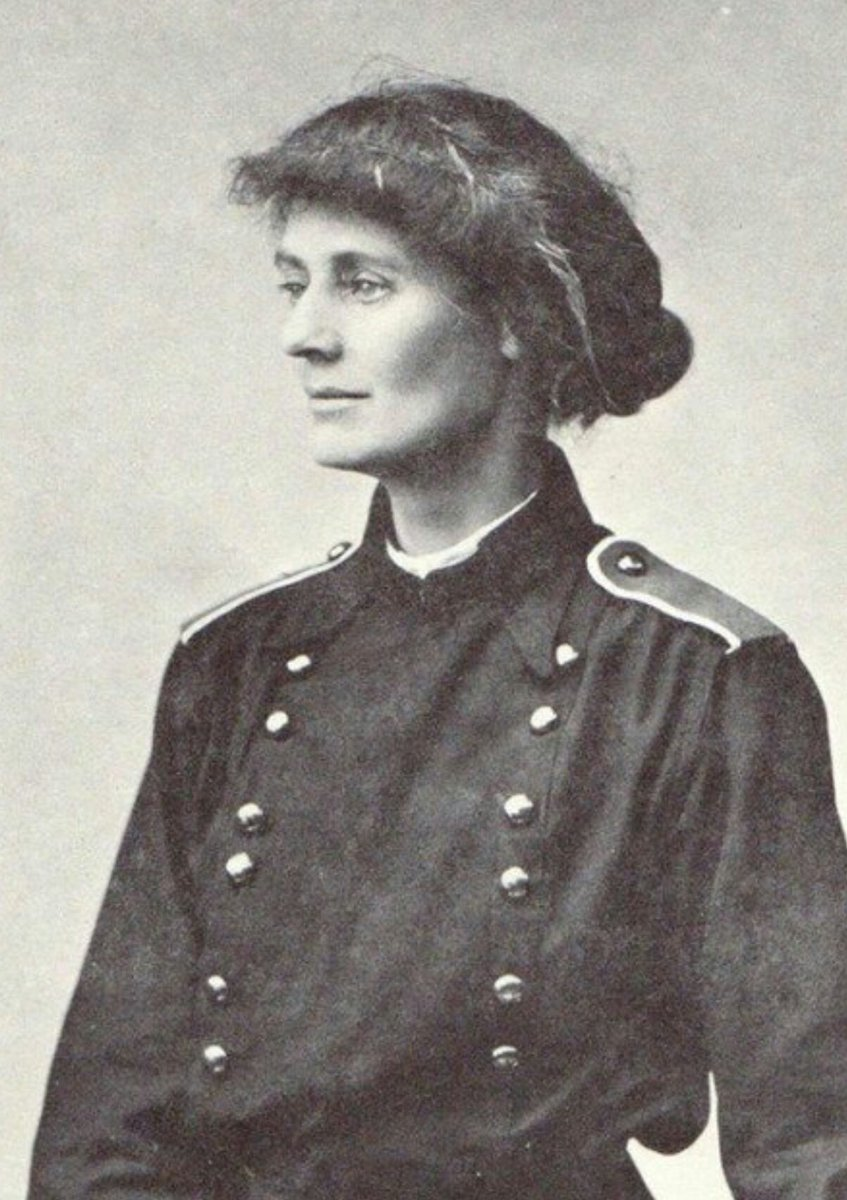

콘스턴스 조진 마키비츠(영어: Constance Georgine Markievicz, 혼전 성씨: 고어부스·Gore-Booth, 1868년 2월 4일 ~ 1927년 7월 15일)는 아일랜드의 정치인, 혁명적 민족주의자, 사회주의자로 1918년 12월 영국 하원 최초의 여성 의원으로 선출되었다. 그러나 영국 의회에 참여하지 않고 아일랜드 독립운동에 투신, 제1 달 에런 조직에 참여했다. 마르키에비치 백작부인은 아일랜드 공화국의 노동성 장관을 역임(1919년 ~ 1922년), 세계 최초로 내각 각료직을 지낸 여성이기도 하다.